# Nationella studentklubben
Nationella studentklubben var en lokal studentavdelning i Uppsala av Sveriges Nationella Ungdomsförbund. Den grundades 1934 av Th. Åke Leissner efter att Föreningen Heimdal 1932 valt att lämna SNU p.g.a. deras tilltagande radikalisering. 
År 1936 utredde Nationella Studentklubben på SNF:s uppdrag "Det judiska inflytandet vid Uppsala universitet" då man kartlade vilka professorer och lärare som hade judiskt ursprung. Ansvariga för "Judeutredningen" var Th. Åke Leissner, Helge Kökeritz och Rune Waldekranz. År 1937 lyckades dessa, tillsammans med medlemmar från Riksförbundet Det nya Sverige, under kuppartade former ta över majoriteten av styrelseposterna i den konservativa studentföreningen Heimdals styrelse. Övergångarna kom som en följd av ett allt mer ökande politiskt avstånd mellan personer som Leissner, Fredborg, Hamilton  med flera och den riktning som Sveriges nationella förbund utvecklades i, men den nya styrelsen var fortfarande betydligt mer radikal än de föregående. Detta kom att påverka Heimdals arbete under de därpå följande åren. Det var också dessa tongivande medlemmar som spelade en avgörande roll vid tillkomsten av det så kallade Bollhusmötet 1939.